# Departamento de Eldorado
Departamento de Eldorado är en kommun i Argentina.   Den ligger i provinsen Misiones, i den nordöstra delen av landet, 1 000 km norr om huvudstaden Buenos Aires. Antalet invånare är 78 152.
I omgivningarna runt Departamento de Eldorado växer i huvudsak städsegrön lövskog. Runt Departamento de Eldorado är det ganska glesbefolkat, med 40 invånare per kvadratkilometer.